# Armée nationale Pa-O
L'Armée nationale Pa-O (pa'o : ပအိုဝ်ႏစွိုးခွိုꩻ တပ်မတောႏ , birman : ပအိုဝ်းအမျိုးသားတပ်မတော် ; en abrégé PNA) est une milice Pa-O parrainée par l'État en Birmanie. Elle est créée en 1949 et constitue la branche armée de l'Organisation nationale Pa-O (en),.
Elle protège la zone auto-administrée Pa-O (en) gouvernée par l'ANP, qui comprend trois cantons dans le sud de l'État shan : les cantons de Hopong (en), Hsi Hseng (en) et Pinlaung (en).

## Histoire
L'ANP signe un accord de cessez-le-feu avec le Conseil d'État pour la paix et le développement (CPD) alors au pouvoir le 11 avril 1991 et se transforme en milice populaire. Elle fusionne avec d'autres groupes paramilitaires Pa-O le 9 décembre 2009. À la suite du coup d'État militaire du 1er février 2021, des rapports font état de recrutements forcés de la population locale par l'ANP, d'extorsions d'argent et d'opérations conjointes avec l'Armée birmane contre des groupes de résistance,. Un avant-poste occupé par les forces alliées de l'armée birmane et de l'ANP dans le canton de Nyaungshwe (en), dans le sud de l'État shan, est saisi par une force conjointe des Forces de défense du peuple de Pekon (en) et des Force de défense des nationalités karenni en mai 2022.
Le 9 janvier 2025, la Force de défense des nationalités karenni capture un enfant soldat présumé de 15 ans dans l'ANP.